# Між рядами
«Між рядами» (нім. In den Gängen) — німецький мелодраматичний фільм 2018 року, поставлений режисером Томасом Стубером. Фільм брав участь в конкурсі 68-го Берлінського міжнародного кінофестивалю, де 23 лютого 2018 відбулася його світова прем'єра .

## Сюжет
Після того, як 27-річний Крістіан втратив роботу муляра на будівництві, він влаштовується працювати на склад у гіпермаркету. Він опиняється в новому і незвіданому для себе світі: довгі коридори, суєта на касах, в ліфтах. Бруно з відділу напоїв бере мовчазного молодого чоловіка під своє крило і опікується ним як батько. Незабаром Крістіан стає повноправним членом дружньої і веселої сім'ї колективу торговельного закладу.

## У ролях
| • Франц Роговський | … | Крістіан     |
| • Петер Курт       | … | Бруно        |
| • Сандра Хюллер    | … | Маріон       |
| • Андреас Лойпольд | … | Руді         |
| • Саша Натан       | … | Джонні       |
| • Рамона Лібноу    | … | Ірина        |
| • Міхаель Шпехт    | … | Клаус-піддон |

## Знімальна група
- Автор сценарію — Клеменс Меєр, Томас Стубер
- Режисер-постановник — Томас Стубер
- Продюсер — Йоген Лаубе, Фабіан Маубах
- Співпродюсер — Ундін Філтер
- Оператор — Пітер Матяско
- Монтаж — Кая Інан
- Художник-постановник — Єнні Реслер
- Художник з костюмів — Юліана Маєр, Крістіан Рьор
- Художник-декоратор — Марія Клінар
- Артдиректор — Даніела Громке

## Нагороди та номінації
| Список нагород та номінацій           | Список нагород та номінацій | Список нагород та номінацій     | Список нагород та номінацій | Список нагород та номінацій | Список нагород та номінацій |
| Кінофестиваль/Кінопремія              | Рік                         | Категорія                       | Номінант(и)                 | Результат                   | Дж                          |
| ------------------------------------- | --------------------------- | ------------------------------- | --------------------------- | --------------------------- | --------------------------- |
| Нагороди «Німецькі кіносценарії»      | 2015                        | Найкращий сценарій              | Клеменс Меєр, Томас Стубер  | Перемога                    | [ 4 ]                       |
| Берлінський міжнародний кінофестиваль | 2018                        | Золотий ведмідь                 | Між рядами                  | Номінація                   | [ 2 ]                       |
| Німецька кінопремія                   | 27.04.2018                  | Найкращий актор у головній ролі | Франц Роговський            | Перемога                    | [ 5 ]                       |